# 比基尼魚海龍
比基尼魚海龍（学名：Ichthyocampus bikiniensis），为輻鰭魚綱棘背魚目海龍魚科魚海龍屬的其中一種，該物種分布於中西太平洋的馬紹爾群島海域，體長可達30.5公分，卵胎生。